# Лидија (Јужна Каролина)
Лидија (енгл. Lydia) насељено је место без административног статуса у америчкој савезној држави Јужна Каролина.

## Демографија
По попису из 2010. године број становника је 642.
| Група             | 2000.    | 2010.       |
| Белци             | 0 (0,0%) | 205 (31,9%) |
| Афроамериканци    | 0 (0,0%) | 422 (65,7%) |
| Азијати           | 0 (0,0%) | 0 (0,0%)    |
| Хиспаноамериканци | 0 (0,0%) | 13 (2,0%)   |
| Укупно            | 0        | 642         |